# Rayososaurus
Rayososaurus („ještěr ze souvrství Rayoso“) byl rod sauropodního dinosaura z čeledi Rebbachisauridae, který žil na přelomu spodní a svrchní křídy na území dnešní Argentiny (provincie Neuquén).

## Popis
Rayososaurus obýval území současné Patagonie před zhruba 117 až 100 miliony let (geologický věk apt až alb). Fosilie tohoto sauropoda byly ze souvrství Candeleros formálně popsány roku 1996 argentinským paleontologem José F. Bonapartem. V současnosti panuje nejistota, zda jde skutečně o samostatný rod, ale sedimentologická a morfologická data tomu nasvědčují. Objevena byla pouze lopatka, stehenní kost a lýtková kost tohoto sauropoda. Jednalo se o vývojově primitivního rebbachisaurida. Ve stejném souvrství byl objeven také další druh rebbachisauridního sauropoda, Lavocatisaurus agrioensis, popsaný v roce 2018.